# Pelikan-Brunnen (Hannover)

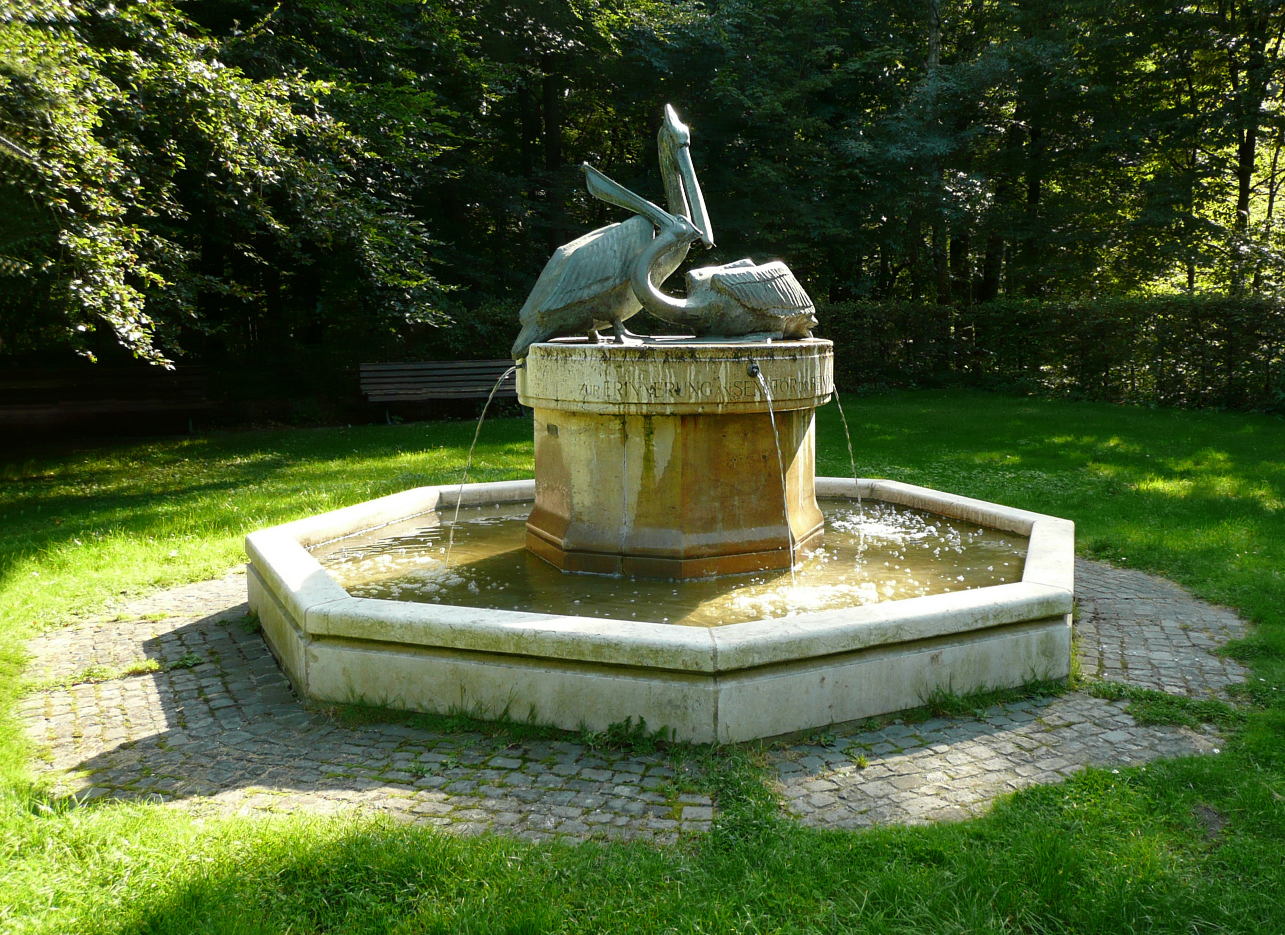
Der Fritz Beindorff gewidmete Pelikan-Brunnen an der Eilenriede in Hannover

Der Pelikan-Brunnen in Hannover ist ein translozierter und verwandelter Brunnen mit zwei Pelikanen. Das dem Inhaber der Pelikan AG, Fritz Beindorff, gewidmete Wasserspiel findet sich an der Walderseestraße (Ecke Fritz-Beindorff-Allee) im hannoverschen Stadtteil List am Rande der Eilenriede im Stadtteil Zoo.

## Geschichte
Der heutige Pelikan-Brunnen steht an Stelle des Merkur-Brunnens, der nach einem Vermächtnis des in Frankfurt am Main verstorbenen Oberlandesgerichtsrates Simon 1913 innerhalb des Neuen Rathauses aufgestellt worden war. Nachdem dieser erste Brunnen 1935 an die Eilenriede versetzt worden war, wurde während des Zweiten Weltkrieges die bronzene Figur des Götterboten Merkur als kriegswichtiger Rohstofflieferant für Rüstungszwecke demontiert; sie konnte nach dem Krieg nicht wieder aufgefunden werden.
Daher erhielt der Bildhauer Ludwig Vierthaler 1961 den durch die Fritz-Behrens-Stiftung finanzierten Auftrag, ein Pelikanpaar für die heute denkmalgeschützte Anlage zu entwerfen. Die beiden Tiere – gegossen in der Bildgießerei der Gebrüder Haberland in Hainholz – passten allerdings nicht auf den ursprünglichen kleinen Sockel im oberen und ehemals einzigen Wasserbecken des Brunnens, so dass der Sockel schließlich abgebaut wurde und die Pelikane direkt auf das obere Wasserbecken gesetzt wurden. Der von der Fritz-Behrens-Stiftung Fritz Beindorff gewidmete überarbeitete, „neue“ Brunnen wurde am Siebenschläfertag im Jahr 1961 eingeweiht.